# Унгава (территория)
Унгава (фр. Le district de l'Ungava) — административная территория (дистрикт), выделенная в 1895—1912 в ходе британской колонизации Канады. Долгое время рассматривалась как часть так называемых Северо-Западных территорий. Однако акт о расширении границ Квебека 1898 года продлил западную границу провинции до Гудзонова залива, изолировав Унгаву от основного массива Северо-Западных территорий. Акт о расширении границ Квебека 1912 года передал Унгаву преимущественно франкоязычной провинции Квебек, положив начало территориальным спорам между франкофонами, англофонами и автохтонами Канады. В 1927 пробританская администрация передала часть уже квебекской территории англоязычной провинции Ньюфаундленд и Лабрадор. Оставшиеся в составе Квебека территории были населены в основном автохтонными племенами, слабо затронутыми французской колонизацией, а потому плохо владевшими французским языком, и постоянно конфликтовавшими с правительством провинции из-за языковых, а позднее также и территориальных прав, когда на месте Унгавы и более глубинных территорий был организован современный район Нор-дю-Квебек (Северный Квебек).